# جون هودجكينسون (لاعب كرة قدم)
جون هودجكينسون (بالإنجليزية: John Hodgkinson)‏ هو لاعب كرة قدم بريطاني (وحمل سابقاً جنسية المملكة المتحدة لبريطانيا العظمى وأيرلندا) في مركز مهاجم داخلي، ولد في 1883 في ستوكبورت في المملكة المتحدة، وتوفي في 1915 في جاليبولي في تركيا. لعب مع ستوكبورت كونتي وغريمسبي تاون.